# マイケル・コールター
マイケル・コールター（Michael Coulter, 1952年8月29日 - ）は、スコットランド・グラスゴー出身の映画撮影監督。

## 来歴
1980年より、主にイギリスで撮影監督として活躍している。1995年の『いつか晴れた日』でアカデミー撮影賞にノミネートされた。

## 主な作品
- ダイヤモンド・スカル Diamond Skulls (1989)
- 天使も許さぬ恋ゆえに Where Angels Fear to Tread (1991)
- フォー・ウェディング Four Weddings and a Funeral (1994)
- ネオン・バイブル The Neon Bible (1995)
- いつか晴れた日に Sense and Sensibility (1995)
- フェアリーテイル FairyTale: A True Story (1997)
- ノッティングヒルの恋人 Notting Hill (1999)
- キリング・ミー・ソフトリー Killing Me Softly (2002)
- ラブ・アクチュアリー Love Actually (2003)
- バンク・ジョブ The Bank Job (2008)
- ザ・ハッスル The Hustle (2019)